# کاروانسرای حضرت
کاروانسرای حضرت مربوط به دوره قاجار است و در ساری، میدان ساعت، خیابان جمهوری (نادر)، کوچه بهرام اتر واقع شده و این اثر در تاریخ ۱۱ مرداد ۱۳۸۴ با شمارهٔ ثبت ۱۲۵۴۸ به‌عنوان یکی از آثار ملی ایران به ثبت رسیده است.